# Trojan (jeu vidéo)
Pour les articles homonymes, voir Trojan.
Trojan (闘いの挽歌, Tatakai no Banka, Requiem for War) est un jeu vidéo de type beat them all en 2D développé par Capcom, et commercialisé par Capcom et Romstar en 1986 sur système d'arcade Section Z et PlayChoice-10. Semblable à Tiger Road ou Kung-Fu Master, le jeu a été adapté sur NES en 1987 et réédité sur PlayStation 2 et Xbox dans la compilation Capcom Classics Collection en 2005,.

## Synopsis
L'histoire dépeint un monde post-apocalyptique dans un futur proche, dévasté par l'influence démoniaque d'une secte diabolique et par les guerres. Les esprits des seigneurs de guerre d'autrefois ont été rendus à la vie, détruisant toute forme de civilisation avec mépris et insanité. Les plus puissants des survivants (appelés les « Élus ») se font posséder par ces esprits violents afin d'exterminer les plus petites tribus d'un poing d'acier (ce qui rappelle les scénarios d'autres œuvres de fiction telles que Mad Max, Hokuto no Ken ou Cyborg).
Le chef suprême de ce nouvel ordre se nomme Achille.
Le joueur incarne un jeune guerrier entraîné aux arts martiaux tentant de résister aux esprits maléfiques qui a pris pour nom : Trojan. Sa mission est d'infiltrer le pays de l'armée du mal, combattant contre les pirates et les gladiateurs et exorcisant ces hommes-démons de la Terre.

## Système de jeu
Il existe de nombreuses versions du jeu, les plus célèbres sont la version arcade et la version 8-bit pour la NES incluant un mode versus pour deux joueurs.
La version arcade peut se jouer à deux, mais en alternant les joueurs.